# La Brouck
La Brouck  est un hameau de la province de Liège, en Belgique. Il fait administrativement partie de la commune de Trooz située en Région wallonne. Avant la fusion des communes de 1977, il faisait partie de la commune de Forêt.

## Situation
La Brouck se situe le long de la rive gauche de la Vesdre et au pied du versant sud de cette rivière (Bois les Dames). Le hameau est relié à la route nationale 61 par le pont de La Brouck. Il est traversé par la ligne ferroviaire Liège-Verviers. Les habitations de La Brouck sont concentrées entre la Vesdre et la ligne ferroviaire à l'exception de la rue La Brouck-Campagne située de l'autre côté de la voie ferrée.

## Description
Ce hameau est principalement constitué de maisons ouvrières en brique construites au début du XXe siècle (rue La Brouck-Cité). Il compte aussi quelques habitations plus anciennes (voir Patrimoine) et plus récentes de type pavillonnaire (rue du Stade). La Brouck s'est développée grâce à l'industrie métallurgique implantée dans la vallée de la Vesdre et particulièrement à Prayon situé sur la rive opposée.
Les habitations de La Brouck ont été fortement endommagées par les inondations de la Vesdre des 14 et 15 juillet 2021.

## Patrimoine
Les maisons jointives en brique sur haut soubassement en moellons de grès situées aux nos 4 et 5 de la rue de la Vesdre datent du XVIIIe siècle. La porte d'entrée du no 4 est surmontée d'une niche datée de 1737 et ornée de fleurs stylisées.
L'église Sainte-Thérèse de La Brouck a été construite en 1923 suivant les plans de l'architecte Henricot. Il s'agit d'une église cruciforme de style néo-roman, construite en moellons de grès. Le bâtiment possède une tour construite précédemment et une entrée latérale avec un tympan sculpté.

## Pont de La Brouck
Le vendredi 12 août 2011, le pont qui reliait le quartier de la Brouck ne résiste pas au poids du camion qui le traverse. Il faudra attendre fin octobre pour que la traversée de la Vesdre à cet endroit soit à nouveau rendue possible par le placement d'un pont provisoire par une société privée. En mai 2013, la commune n'a toujours pas reçu les subsides promis par la Région wallonne pour devenir propriétaire du pont et le rendre définitif.
Les inondations des 14 et 15 juillet 2021 ont de nouveau endommagé ce pont.

## Activités
L'école communale de La Brouck.
Le Football Club de Trooz.
Le Tennis Club de Trooz.